# Михаило Вукајловић
Михаило Вукајловић  Црни (Богојевићи, код Ариља, 4. август 1919 — Београд, 30. новембар 1989) био је учесник Народноослободилачке борбе, потпуковник Народне милиције и народни херој Југославије.

## Биографија
Рођен је 4. августа 1919. године у селу Богојевићи, код Ариља. Потицао је из земљорадничке породице и након завршетка основне школе се бавио земљорадњом у родном селу.
Након окупације Југославије, 1941. године, укључио се у припреме оружаног устанка и јула 1941. године постао борац Ариљске чете Ужичког партизанског одреда „Димитрије Туцовић”. Учествовао је и истицао се у борбама Ариљске партизанске чете у току устанка у Србији. Након Прве непријатељске офанзиве и повлачења главнине партизанских снага у Санџак, крајем 1941. године, учествовао је борбама у Санџаку и источној Босни. Када је 1. марта 1942. године у Чајничу формирана Друга пролетерска ударна бригада Михаило је постао борац њеног Првог ужичког батаљона.
Као борац—бомбаш, учествовао је у многим борбама Друге пролетерске бригаде и нарочито се истицао храброшћу. Августа 1942. године приликом партизанског напада на Купрес, након неколико дана узастопних борби с усташама, успео је да бомбама истера усташе из ровова на Плезници и Великим Вратима, чиме је омогућио осталим јединицама да овладају овим непријатељским положајима. Истог месеца истакао се и у борбама код Мркоњић Града и на брду Округлица, када је као бомбаш исекао бодљикаву жицу и непријатељске ровове засуо бомбама, чиме је омогућио даљи напредак свог батаљона.
Септембра 1942. године, у току борби за Јајце се истакао у освајању утврђеног усташког упоришта Ћусине, где је са другим бомбашима успео да заузме два непријатељска бетонска бункера. Ови бункери су били опасани бодљикавом жицом, кроз коју је била проведена електрична струја, па су усташе ова утврђена сматрале неосвојивим. Михаило је са својим саборцима најпре направио пролаз кроз ове препреке, тако што је експлозив повезивао на летве и стављао у препреке, након чега су динамитом била разнете препрека и прекинуто струјно коло. Затим су јуришу била заузета оба ова бункера, што је омогућило Другој пролетерској бригади да врло брзо освоји усташко упориште у касарни. Након заузимања касарне, била је заузета фабрика хлора. На брду Ћусини, партизани су нашли 150 тешких граната за минобацаче, које су потом испалили на центар града, који је убрзо био заузет.
Октобра 1942. године Друга пролетерска бригада се налазила у ослобођеном Дрвару, где је 17. октобра од Врховног команданта НОП и ДВ Југославије Јосипа Броза Тита примила бригадну заставу, као и батаљонске заставе. Након пријема заставе од Врховног команданта, командант бригаде Љубодраг Ђурић је бригадну заставу пред целим стројем предао Михаилу Вукајловићу Црном, који је као један од најхрабријих бораца бригаде био именован за заставника бригаде. Убрзо потом, Михаило је у селу Голубићу, код Книна био рањен несрећним случајем, након чега је био пренет у бригадну болницу, која се налазила у селу Мало Тичево, код Босанског Грахова. Приликом италијанског бомбардовања Тичева, новембра 1942. године, Црни је поново био рањен. Нога му је била тешко рањена, па су је лекари морали ампутирати.
Након Михаиловог рањавања, Штаб Друге пролетерске бригаде није одредио новог заставника, па је бригадна застава била смештена у једном од сандука бригадне интендантуре. Интендатура је заједно са Четвртим ужичким батаљоном у селу Љубунчићу, код Ливна, била изненада нападнута од стране усташа, које су заплениле део бригадне интендатуре, међу којима и сандук са бригадном заставом. Након сазнања да се бригадна застава налази у рукама усташа, Штаб Друге пролетерске бригаде је о овоме обавестио Врховни штаб НОВ и ПОЈ, након чега је добио критику и наредбу да се Ливно мора заузети и застава повратити. Средином децембра 1942. године, Друга пролетерска дивизија је заузела Ливно, а бригадна застава се поново нашла у поседу Друге пролетерске бригаде.

### Послератни период
Након оздрављења, Михаило је остао у бригадној болници као њен политички комесар, с обзиром да је током 1942. године био примљен у чланство Комунистичке партије Југославије (КПЈ). Нако завршетка рата, завршио је нижу гимназију и Школу за официре Народне милиције, након чега је био у служби Народне милиције у чину мајора, а касније потпуковника.
Преминуо је 30. новембра 1989. године у Београду и сахрањен је у Алеји народних хероја на Новом гробљу у Београду.
Носилац је Партизанске споменице 1941. и других југословенских одликовања, међу којима су — Орден партизанске звезде првог реда, Орден заслуга за народ првог реда, Орден партизанске звезде другог реда, Орден братства и јединства другог реда и Орден за храброст. Орденом народног хероја одликован је 20. децембра 1951. године.